# Повіт Ібі
Пові́т І́бі (яп. 揖斐郡, いびぐん, МФА: [ibʲi guɴ]) — повіт в префектурі Ґіфу, Японія.